# TrES-4
TrES-4は、直径が木星の1.7倍以上ある、最大級の太陽系外惑星の一つである。TrES-4よりも直径の大きいものにはWASP-12b、WASP-17b、カメレオン座CT星b、おおかみ座GQ星bなどがある。食検出法によってローウェル天文台で2006年に発見され、2007年に公表された。ヘルクレス座の方向に、地球から1400光年の位置にある。
TrES-4は主星の周りを3.543日に一度公転し、食を起こす。木星の0.919倍の質量であるが、直径は1.799倍であるため、平均密度は0.333g/cm3しかなく、土星の衛星であるメトネとほぼ同じである。そのため発見時は、知られている中で最も直径が大きく最も密度の小さい惑星であったが、2009年5月1日にWASP-17bが発見されたために記録を超えられた。
TrES-4の軌道半径は約730万kmで、表面温度は1300℃と推定されているが、TrES-4がなぜこれほど大きいのかは現在分かっていない。
TrES-4の主星の質量は太陽の1.22倍である。水素を使い果たし、赤色巨星になり始めている。数十億年以内にはTrES-4を飲み込むと考えられている。
2008年の研究ではGSC 02620-00648惑星系では、連星系のようになっていることが判明し、正確な数値を求めることができた。